# Britney and Kevin: Chaotic
Britney and Kevin: Chaotic è un reality show di Anthony E. Zuiker. Mandato in onda su UPN dal 17 maggio al 14 giugno 2005 in cinque puntate, ha avuto come protagonisti Britney Spears e l'ex marito Kevin Federline.